# Olla
Olla – miasto w Stanach Zjednoczonych, w stanie Luizjana, w parafii La Salle.